# Letis letiformis
Letis letiformis là một loài bướm đêm trong họ Erebidae.